# 誉田村 (茨城県)
誉田村（ほんだむら）は茨城県久慈郡にかつて存在した村である。

## 地理
- 現在の常陸太田市の南部、旧常陸太田市の北部に位置する。
- 村域の阿武隈高地の一部に位置し、山がちな地形である。
- 村は久慈川の支流が流れる。

## 歴史

### 村域の変遷
- 1889年（明治22年）4月1日 - 町村制施行により、馬場村・新宿村・増井村・下大門村・上大門村・瑞龍村が合併し久慈郡誉田村が発足。
- 1954年（昭和29年）7月15日 - 誉田村は佐都村・機初村・西小沢村・佐竹村・幸久村ととも太田町に編入され、消滅。
  - 同日太田町は市制施行・改称し常陸太田市になる。

変遷表
| 1868年 以前 | 1868年 以前 | 明治22年 4月1日 | 昭和29年 7月15日 | 現在       |
| ----------- | ----------- | --------------- | ---------------- | ---------- |
|             | 馬場村      | 誉田村          | 太田町 に編入    | 常陸太田市 |
|             | 新宿村      | 誉田村          | 太田町 に編入    | 常陸太田市 |
|             | 増井村      | 誉田村          | 太田町 に編入    | 常陸太田市 |
|             | 下大門村    | 誉田村          | 太田町 に編入    | 常陸太田市 |
|             | 上大門村    | 誉田村          | 太田町 に編入    | 常陸太田市 |
|             | 瑞龍村      | 誉田村          | 太田町 に編入    | 常陸太田市 |

## 人口・世帯

### 人口
総数 [単位： 人]
| 1891年（明治24年） | 3,416 |
| 1920年（大正 9年） | 4,191 |
| 1935年（昭和10年） | 4,504 |
| 1950年（昭和25年） | 5,382 |

### 世帯
総数 [単位： 世帯]
| 1920年（大正 9年） | 915   |
| 1935年（昭和10年） | 896   |
| 1950年（昭和25年） | 1,091 |